# Puntigrus tetrazona
Puntigrus tetrazona (già Barbus tetrazona) conosciuto in Italia come barbo tigre è un pesce d'acqua dolce appartenente alla famiglia Cyprinidae.

## Distribuzione e habitat
Questa specie è diffusa nel Borneo e a Sumatra. Nel corso del XX secolo, per favorire la vendita per l'acquariofilia, è stato introdotto anche a Porto Rico, in Colombia, nelle Filippine e in Australia.

## Descrizione
Il corpo è alto, compresso ai lati, con coda forcuta e pinne corte e appuntite. 

La caratteristica più evidente del Barbo tigre è la livrea, con 4 bande nere verticali che attraversano il corpo del pesce: una passa sull'occhio, una dopo l'opercolo branchiale e due sul peduncolo caudale. Le pinne sono rossastre: la dorsale e l'anale hanno la base nera. 

La femmina differisce dal maschio per le fattezze arrotondate, mentre il maschio ha una corporatura più minuta e slanciata. 

Può arrivare fino ai 6 cm di lunghezza.

### Varietà

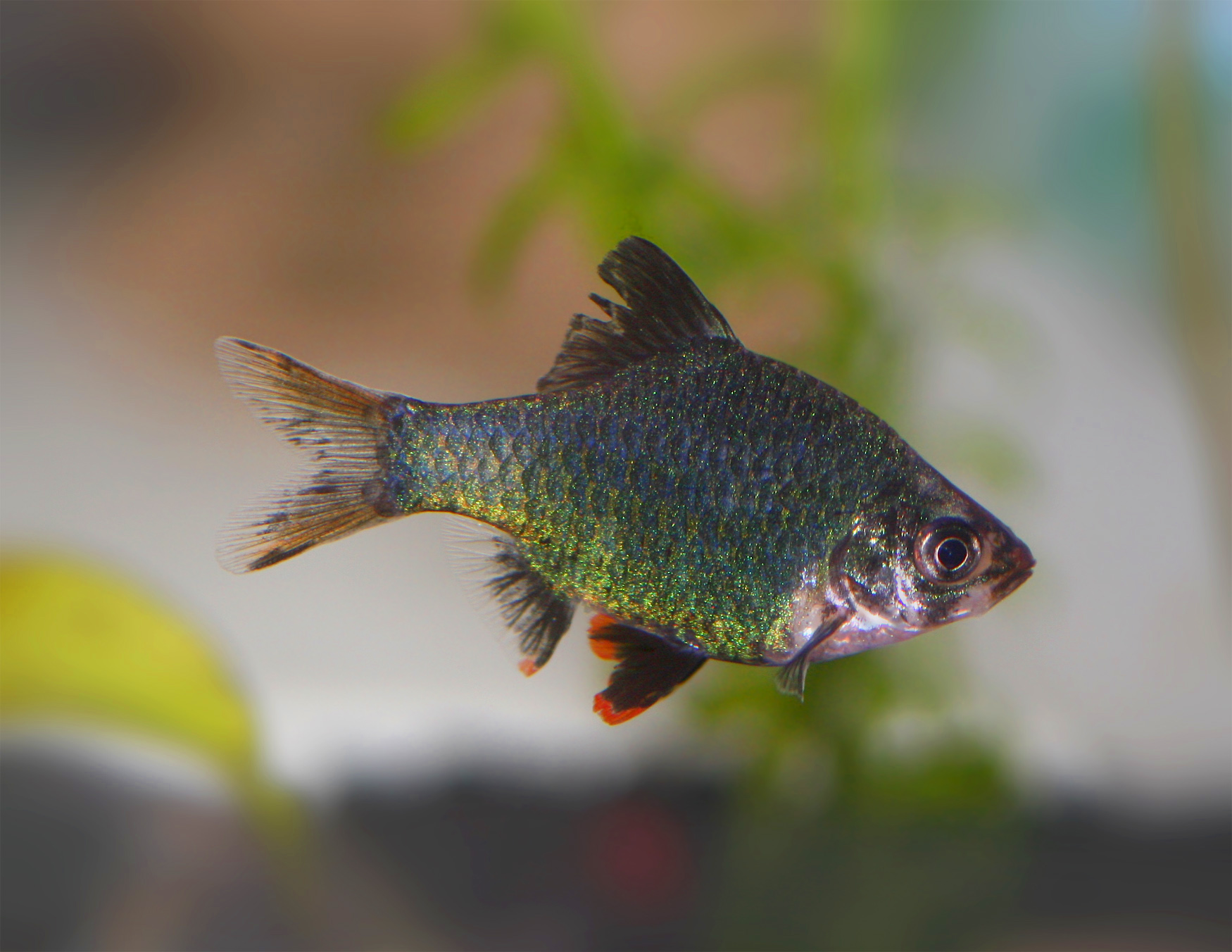
Varietà verde

Esistono alcune varietà di colore, create artificialmente dall'uomo: in una di esse le bande nere sono allargate fino a formare un'unica zona nero-verde con riflessi metallici lungo i fianchi del pesce. Questa varietà è conosciuta anche come Barbo verde. 

Un'altra invece presenta caratteristiche tipiche dell'albinismo, ed ha livrea rosa-gialla.

## Riproduzione
Il rituale d'accoppiamento prevede fecondazione esterna. Le uova sono deposte sul substrato e la schiusa avviene entro 24 ore.

## Allevamento in acquario
Visto il particolare aspetto e la facilità d'allevamento, il Barbo tigre è diventato ben presto un ospite fisso in molti acquari occidentali. 

È un pesce generalmente tranquillo, vive in branchi, predilige la caccia notturna, anche se è sconsigliata la convivenza con i Poeciliidae e con tutti i pesci dalle pinne allungate, vista la voracità nell'attaccare queste parti del corpo di altri pesci.
I tetrazona richiedono: una introduzione graduale in vasche capienti, con uno strato di ghiaia molto fine (o preferibilmente sabbia), una temperatura dell'acqua tra i 20 ed i 25 °C, un Ph Acido-Neutro, ambienti ben ossigenati e non troppo affollati. Possono riprodursi con facilità, specialmente in acquari privi di predatori.
| Origine            | Sudest asiatico        | Acqua            | dolce               |
| Durezza dell'acqua | 9-12 °GH               | pH               | <6                  |
| Temperatura        | da 22 a 26 °C          | Volume min.      | minimo 50 l         |
| Alimentazione      | onnivoro               | Taglia da adulto | 6 cm                |
| Riproduzione       | ovipara                | Zone occupate    | centrale, inferiore |
| Socialità          | Coppia, piccolo gruppo | Difficoltà       | Facile              |